# Heavy Metal (film)
Heavy Metal este un film fantastic-de animație canadian din 1981 regizat de Gerald Potterton și produs de Ivan Reitman și Leonard Mogel, care, de asemenea, a fost editor al revistei Heavy Metal, cea care a fost baza realizării filmului. Scenariul a fost scris de Daniel Goldberg și Len Blum.
Filmul este o antologie a diferite povestiri fantastice și științifico-fantastice adaptate din revista Heavy Metal și alte povești originale în același spirit. Ca și revista, filmul prezintă o înaltă violență grafică, nuditate și sexualitate. Producția filmului a fost accelerată prin utilizarea a mai multor case de animație care au lucrat simultan pe diferite segmente, printre care casele de animație CinéGroupe și Atkinson Film-Arts.
Un film omagiu intitulat Heavy Metal 2000 a fost lansat în anul 2000.

## Prezentare

### Soft Landing
Prima poveste a filmului (bazată pe o poveste originală de Dan O'Bannon și desenată artistic de către Thomas Warkentin), începe cu o navetă spațială care se afla pe orbită deasupra Pământului. O trapă a navei se deschide, eliberând un Corvette din 1960. Un astronaut este așezat în Corvette pe scaunul șoferului, autoturismul intră în atmosfera Pământului și aterizează într-un canion deșertic. 
- Regizor: – Jimmy T. Murakami și John Bruno
- Producător: – John Coates
- Scenariu de: – Dan O'Bannon
- Cântec:
  - Radar Rider de Riggs

### Grimaldi
Această poveste o continuă direct pe prima. Cosmonautul care coboară din spațiul cosmic într-un autoturism se numește Grimaldi. El ajunge acasă unde este întâmpinat de fiica sa care-l întreabă ce i-a adus. Grimaldi îi arată o sferă cristalină de culoare verde de mărimea unei mingi de baschet. Când Grimaldi  deschide sfera, aceasta se mărește, începe să lumineze mai puternic și îl topește pe astronaut. Sfera începe să vorbească și îi spune fetei îngrozite că este „suma tuturor relelor din univers”. Privind în sferă, fata începe să vadă modul în care acest obiect malefic a influențat numeroase civilizații de-a lungul timpului și în diferite locuri ale universului. Sfera, cunoscută sub numele de Loc-Nar, o forțează pe fată să urmărească mai multe întâmplări din trecut și viitor.
- Actori/Roluri:
  - Percy Rodriguez ... vocea sferei numite the Loc-Nar (necreditat)
  - Don Francks ... Grimaldi
  - Caroline Semple ... Girl
- Echipa de producție:
  - Harold Whitaker – regizor
  - John Halas – producător

### Harry Canyon
Poveste originală de Daniel Goldberg și Len Blum, scrisă de Juan Giménez. Într-un distopic New York în anul 2031, cinicul șofer de taxi Harry Canyon povestește cum decurge o zi din viața lui în stil de film noir, mormăind despre tarifele sale și despre încercările ocazionale ale unor oameni de a-l jefui (el scapă de acești oameni apăsând un buton secret aflat la accelerație care declanșează un dezintegrator instalat în spatele scaunului său). Harry se implică fără să vrea într-un incident în care un gangster gras numit Rudnick și acoliții lui cyborgi omoară un arheolog pe treptele din fața Muzeului Metropolitan de Artă. Cu părere de rău, Harry îi dă voie fetei omului ucis să urce în taxi pentru a fugi de la locul incidentului. Fata îi spune despre descoperirea tatălui ei: Loc-Nar, un artefact pentru care oamenii se omoară între ei; apoi leșină pe bancheta din spate. Harry nu își poate permite să plătească o investigație a poliției asupra cazului, așa că o duce pe fată în apartamentul său. În acea noapte, fata se urcă în patul lui și fac sex. Harry se trezește singur în dimineața următoare; doi polițiști dau buzna în apartamentul său în căutarea fetei, dar Harry spune că nu știe unde este. În timpul zilei, Rudnick se urcă în mașina sa și-l amenință pe Harry dacă nu cooperează. Mai târziu, fata îi trimite un mesaj lui Harry ca să se întâlnească și se oferă să vândă Loc-Nar-ul lui Rudnick și să împartă amândoi câștigurile. Harry este de acord și o duce pe fată pe un pod unde îi dă lui Rudnick Loc-Nar-ul contra unei genți cu 300.000 de credite. Rudnick pune mâna pe sferă, dar gangsterul se dezintegrează. Între timp, fata îl amenință cu un pistol pe Harry pentru a fugi ea cu toți banii, Harry o întreabă dacă este sigură că vrea să facă acest lucru, apoi declanșează mecanismul său de auto-apărare care dezintegrează inițial hainele fetei înainte de o dezintegra și pe ea. Harry taximetristul rămâne cu banii și consideră că a făcut o cursă de două zile cam scumpă.
- Actori/Roluri:
  - Percy Rodriguez ... vocea lui Loc-Nar (necreditat)
  - John Candy ... Sergentul de la birou
  - Marilyn Lightstone ... Prostituată
  - Susan Roman ... Fata / Satellite
  - Richard Romanus ... Harry Canyon
  - Al Waxman ...  Rudnick
  - Harvey Atkin ... Extraterestru / Henchman

- Echipa de producție:
  - Pino Van Lamsweerde – regizor
  - W.H. Stevens Jr. – producător
  - Vic Atkinson – producător
  - Daniel Goldberg – scenarist
  - Len Blum – scenarist
- Cântece:
  - "Veteran of the Psychic Wars" de Blue Öyster Cult
  - "True Companion" de Donald Fagen
  - "Heartbeat" de Riggs
  - "Blue Lamp" de Stevie Nicks
  - "Open Arms" de Journey

### Den
Bazat pe o poveste originală și artă de Richard Corben. Den, un adolescent sfrijit găsește un obiect pe care-l consideră ca fiind un „meteorit verde” și-l pune în colecția de pietre din camera sa. Câteva săptămâni mai târziu, în timpul unui experiment cu fulgere, sfera îl transportă pe băiat în lumea Neverwhere, unde ajunge dezbrăcat (deși se îmbracă rapid într-un loincloth) și transformat într-un om musculos și chel numit Den. După ce sfera verde îl transportă pe un idol gigant, Den este martor la un ritual ciudat și salvează o tânără femeie goală, care era pe cale de a fi sacrificată pentru "Uhluhtc" (cuvântul Cthulhu inversat). După ce o duce într-un loc sigur, ea îi spune că este din colonia britanică Gibraltar de pe Pământ și că numele ei este Katherine Wells. În timp ce își demonstrează recunoștința ei prin favoruri sexuale, acestea sunt întrerupte de către supușii reptilieni ai lui Ard, un om nemuritor, care dorește să obțină Loc-Nar-ul și să-l folosească pentru a conduce lumea Neverwhere. Ard o pune pe Katherine într-o stare de animație suspendată pentru a-l convinge pe Den să-i aducă Loc-Nar-ul de la Regină (femeia care a efectuat ritual). Den este de acord și se strecoară în palatul reginei, împreună cu unii din războinici lui Ard. El este prins imediat de regină, dar ea îl iartă dacă Den face sex cu ea și o satisface. El este de acord, în timp ce războinici lui Ard fură Lon-Nar-ul. Den scapă de Regină și de forțele sale și fuge înapoi la statuia-idol. Cu ajutorul Lon-Nar-ului, Ard încercară să se sacrifice în timp ce Den o salvează pe Katherine. Sosirea Reginei duce la o luptă sângeroasă între supușii ei și cei ai lui Ard. Den oprește bătălia recreând incidentul care l-a atras în Neverwhere, îi gonește pe Ard și pe Regină, aparent înapoi pe Pământ, spunând că „părinții celor doi vor fi foarte supărați pe ei”. Den și Katherine refuză posibilitatea de a conduce lumea Neverwhere și pornesc într-o plimbare aeriană spre apus, hotărând totuși să rămână pe Neverwhere ca eroi într-o lume ideală.
- Actori/Roluri:
  - Percy Rodriguez ... vocea Loc-Nar-lui (necreditat)
  - John Candy ... Den
  - Jackie Burroughs ... Katherine
  - Martin Lavut ... Ard
  - Marilyn Lightstone ... Regina
  - August Schellenberg ... Norl

- Echipa de producție:
  - Jack Stokes – regizor
  - Jerry Hibbert – producător
  - Richard Corben – scenarist

### Captain Sternn
Bazat pe o poveste și artă originală de Bernie Wrightson. Pe o stație spațială, un căpitan spațial foarte corupt numit Lincoln F. Sternn este judecat datorită numeroaselor și gravelor încălcări ale legii prezentate de procuror. Sternn pledează "nevinovat" împotriva sfatului avocatului său cu față de șobolan. El îi explică avocatului său uimit că se așteaptă să fie achitat, deoarece a mituit cu bani un martor, pe Hanovra Fiste, ca să laude caracterul său. Fiste vine pentru a depune mărturie, dar poară asupra sa un mic obiect verde pe care-l găsise. Acesta era Loc-Nar-ul, acum părând a fi din marmură și mai mic ca de obicei. Loc-Nar-ul îl face pe Fiste să divulge fără să vrea adevărul despre faptele rele ale lui Sternn. În cele din urmă Fiste, care devine din ce în ce mai furios, se transformă într-un gigant musculos care-l urmărește pe Sternn prin întreaga stație, rupând pereții compartimentelor și provocând haos. Acesta îl prinde pe Sternn, care îi dă răsplata promisă pentru a scăpa de proces, după care Fiste se micșorează imediat înapoi în forma sa originală. Sternn trage apoi o manetă de deschidere a unei trape aflate sub Fiste, iar acesta este aruncat în spațiul cosmic. Într-o ultimă secvență, o bucată în flăcări din mâna lui Fiste intră în atmosfera unei planete ținând mica sferă verde.
- Actori/Roluri:
  - Percy Rodriguez ... vocea lui Loc-Nar (necreditat)
  - Rodger Bumpass ... Hanover Fiste
  - Joe Flaherty ... Avocat
  - Eugene Levy ... Sternn
  - John Vernon ... Procuror
  - Douglas Kenney ... Regolian

- Echipa de producție:
  - Julian Harris – regizor
  - Paul Sebella – regizor
  - Bernie Wrightson – scenarist
- Cântec:
  - "Reach Out" de Cheap Trick

### B-17

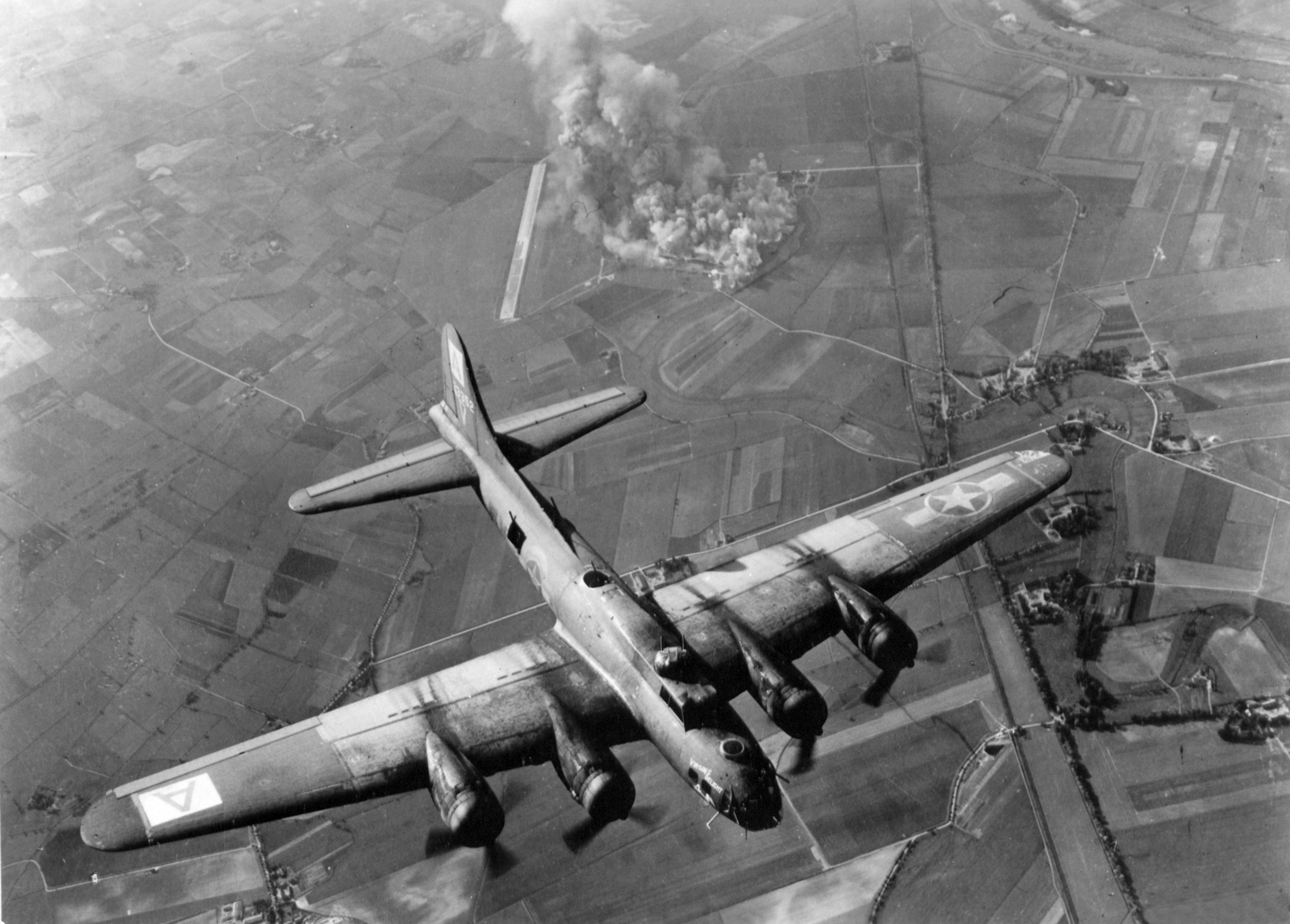
Un bombardier B-17

Bazat pe o poveste originală de Dan O'Bannon. Un bombardier greu din al doilea război mondial B-17 supranumit "Perla Pacificului" face un bombardament care se soldează cu numeroase pagube și victime. În timp ce bombardierul se întoarce la bază, co-pilotul iese din cabina de pilotaj pentru a verifica soarta echipajului. Găsește doar cadavre, dar observă cum Loc-Nar-ul urmărește avionul. Loc-Nar-ul intră în avion și transformă cadavrele în zombie, acestea îl omoară pe co-pilot și-l atacă pe pilot. Pilotul scapă aruncându-se afară cu o parașută. Însă aterizează pe o insulă, un adevărat cimitir de avioane, unde toți aviatorii au fost transformați în zombie.
- Actori/Roluri:
  - Percy Rodriguez ... vocea Loc-Nar-lui (necreditat)
  - Don Francks ... Co-Pilot (Holden)
  - Zal Yanovsky ... Navigator
  - George Touliatos ... Pilot (Skip)
- Echipa de producție:
  - Barrie Nelson – regizor
  - W.H. Stevens Jr. – producător
  - Dan O'Bannon – scenarist

- Cântec:
  - "Heavy Metal (Takin' a Ride)" de Don Felder

### So Beautiful and So Dangerous
Bazat pe o poveste și artă originală de Angus McKie. Un om de știință (Dr. Anrack) ajunge la Pentagon pentru o reuniune de urgență din cauza unor mutații misterioase care afectează Statele Unite. La reuniune, medicul încearcă să respingă evenimentele. Dar când vede piatra verde (Loc-Nar-ul) aflată în medalionul de la gâtul voluptoasei stenografe (Gloria), el începe să se comporte haotic, înnebunește și încearcă să o violeze. Deasupra Pentagonului apare o uriașă navă cosmică asemănătoare unei fețe zâmbitoare care introduce un tub prin acoperiș care-i aspiră pe Dr. Anrack și pe Gloria. Robotul navei este iritat deoarece Anrack a fost zdrobit de podeaua navei și nu-l mai poate repara, dar se calmează atunci când apare Gloria. Surprinzător, în loc de a fi șocată că a fost absorbită de către nava extraterestră, Gloria este doar iritată de întâlnire, întrebându-se „cine va plăti pentru curățarea hainelor sale”? Cu ajutorul pilotului și al co-pilot-ului, robotul o convinge pe Gloria să rămână la bord și face sex cu ea. Gloria, fără tragere de inimă, este de acord să se căsătorească cu robotul (cu condiția să aibă o nuntă evreiască) deși îi este teamă „să nu o înșele cu vreun prăjitor de pâine”. Între timp, echipajul se droghează cu o cantitate uriașă de nyborg plutonian, prin curaj și zboară spre planeta de origine printr-o zonă ocolită de obicei a spațiului cosmic plină cu deșeuri (printre care se afla și modelul refăcut al navei USS Enterprise din Star Trek: Filmul). Prea drogați pentru a naviga în linie dreaptă, se ciocnesc de hangarul unei stații spațiale imense, dar consideră că a fost o „aterizare” frumoasă.
- Actori/Roluri:
  - Percy Rodriguez ... vocea lui Loc-Nar (necreditat)
  - Rodger Bumpass ... Dr. Anrak
  - John Candy ... Robot
  - Joe Flaherty ... General
  - Eugene Levy ... Male Reporter / Edsel
  - Alice Playten ... Gloria
  - Harold Ramis ... Zeke
  - Patty Dworkin ... Woman Reporter
  - Warren Munson ... Senator

- Echipa de producție:
  - John Halas – regizor
  - Angus McKie – scenarist

- Cântece:
  - "Queen Bee" de Grand Funk Railroad
  - "I Must Be Dreamin'" de Cheap Trick
  - "Crazy? (A Suitable Case for Treatment)" de Nazareth
  - "All of You" de Don Felder
  - "Heavy Metal" de Sammy Hagar
  - "Prefabricated" de Trust

### Taarna
Poveste originală de Daniel Goldberg & Len Blum, inspirată de seria de benzi-desenate Arzach de Moebius. Loc-Nar-ul, având acum dimensiunea unui meteorit gigant, s-a prăbușit într-un vulcan, transformând un trib de oameni din apropiere în barbari mutanți, care atacă și distrug un oraș pacifist. Bătrânii aflați la conducerea orașului încearcă cu disperare să cheme ultimul războinic Taarakian pentru a-i proteja. Taarna, o puternică și frumoasă războinică, ajunge prea târziu pentru a opri masacrul și promite că va răzbuna orașul. Cercetările ei o conduc la cetatea barbarilor, unde este capturată, torturată și aruncată într-o groapă a morții. Cu ajutorul dragonului ei zburător, ea scapă și se luptă cu liderul barbar. Deși rănită, îl ucide până la urmă. În timp ce Taarna pregateste atacul său final asupra Loc-Nar-ului, acesta se roagă de ea să nu se "sacrifice" pentru a-l distruge. Totuși Taarna se sacrifică și distruge Loc-Nar-ul, aducând astfel liniște unei generații întregi.
- Actori/Roluri:
  - Percy Rodriguez ... vocea Loc-Nar-ului (necreditat)
  - Don Francks ... Barbar
  - August Schellenberg ... Taarak
  - Zal Yanovsky ... Barbar
  - George Touliatos ... Barbar
  - Vlasta Vrana ... Conducător Barbari
  - Mavor Moore ... Bătrân
  - Thor Bishopric ... Băiat
  - Len Doncheff ... Barbar
  - Cedric Smith ... Barman
  - Joseph Golland ... Consilier al orașului
  - Charles Joliffe ... Consilier al orașului
  - Ned Conlon ... Consilier al orașului

- Cântece:
  - "E5150 / The Mob Rules" de Black Sabbath
  - "Through Being Cool" de Devo
  - "Working in the Coal Mine" de Devo

### Epilog
În povestea finală a filmului, Loc-Nar-ul o terorizează pe tânăra fata în timp ce casa acesteia este distrusă și făcută bucăți. Taarna, renăscută, reapare și fata zboară fericită în depărtări. Este dezvăluit faptul că sufletul Taarnei a traversat universul și a renăscut în fata din conacul distrus. Acest lucru este confirmat prin schimbarea culorii părului, fata având acum și simbolul Taarakian pe pielea ei, ea fiind următoarea luptătoare Taarakiană care va apăra universul de influența malefică a Loc-Nar-ului.

## Producție

### Animație
Filmul folosește tehnica de animatie a Rotoscopiei în mai multe secvențe. Acest proces constă în a transforma o scenă filmată într-un desen animat.

## Lansare și încasări
Filmul a fost lansat pe 7 august 1981 și a avut încasări de aproape 20 milioane dolari.
Înainte de lansarea oficială pe casete video în 1996, filmul a fost re-lansat în câteva cinematografe pe 8 martie 1996 având încasări de 550.000 dolari. Ulterior au fost scoase pentru vânzare peste un milion de casete video. Filmul a fost lansat pe disc Blu-Ray la 1 februarie 2011.

## Coloana sonoră

### Cântece
1. "Heavy Metal" (Versiune originală) (Sammy Hagar) (3:50)
2. "Heartbeat" (Riggs) (4:20)
3. "Working in the Coal Mine" (Devo) (2:48)
4. "Veteran of the Psychic Wars" (Blue Öyster Cult) (4:48)
5. "Reach Out" (Cheap Trick) (3:35)
6. "Heavy Metal (Takin' a Ride)" (Don Felder) (5:00)
7. "True Companion" (Donald Fagen) (5:02)
8. "Crazy (A Suitable Case for Treatment)" (Nazareth) (3:24)
9. "Radar Rider" (Riggs) (2:40)
10. "Open Arms" (Journey) (3:20)
11. "Queen Bee" (Grand Funk Railroad) (3:11)
12. "I Must Be Dreamin'" (Cheap Trick) (5:37)
13. "The Mob Rules" (alternate version) (Black Sabbath) (2:43)
14. "All of You" (Don Felder) (4:18)
15. "Prefabricated" (Trust) (2:59)
16. "Blue Lamp" (Stevie Nicks) (3:48)